# Lijst van burgemeesters van Munstergeleen
Dit is een lijst van burgemeesters van de voormalige Nederlandse gemeente Munstergeleen tot die gemeente op 1 januari 1982 opging in de gemeente Sittard.
| Ambtsperiode | Naam burgemeester        | Partij of stroming | Bijzonderheden                                                |
| ------------ | ------------------------ | ------------------ | ------------------------------------------------------------- |
| 1825 - 1830  | J.P. Tripels             |                    |                                                               |
| 1830 - 1873  | Joannes Math. Luyten     |                    |                                                               |
| 1873 - 1885  | Ar. Const. Hamers        |                    |                                                               |
| 1885         | Th. Pyls                 |                    |                                                               |
| 1886 - 1916  | J.P. Donners             |                    |                                                               |
| 1916 - 1930  | Josef (P.M.J.) Ramakers  |                    |                                                               |
| 1931 - 1938  | J.Ph. Coonen             |                    | later burgemeester van Nieuwenhagen en Limbricht              |
| 1938 - 1965  | A.J.J.M. Smeets          |                    |                                                               |
| 1965 - 1966? | Hans (J.L.J.M.) Coenders | KVP                | waarnemend; tevens burgemeester van Urmond                    |
| 1966 - 1982  | Emile (A.L.E.) Wagemans  | KVP / CDA          | later waarnemend burgemeester van Stevensweert en Ohé en Laak |